# Johan Elmander
Johan Elmander (ur. 27 maja 1981 w Alingsås) – szwedzki piłkarz grający na pozycji napastnika.

## Kariera klubowa
Elmander rozpoczął karierę piłkarską jako napastnik, ale został przekwalifikowany na pozycję środkowego pomocnika już przed transferem do Feyenoordu. Mimo że nigdy nie występował regularnie w pierwszej drużynie, to wystąpił jako zmiennik w wygranym 3–2 finale Pucharu UEFA przeciwko Borussii Dortmund.

### Brøndby IF
Przed sezonem 2004–05 został kupiony przez Brøndby IF. Mimo iż nie strzelił tyle goli, ile oczekiwał klub, był wykonawcą stałych fragmentów gry i jednym z najlepszych zawodników drużyny w sezonie 2004–05, grając najczęściej jako wolny elektron za plecami napastnika. Drużyna z Elmanderem w składzie zdobyła Puchar Danii oraz zajęła pierwsze miejsce w duńskiej lidze, a Szwed został wybrany Piłkarzem roku Brøndby.
W ciągu dwóch sezonów w Brøndby, Elmander strzelił 22 gole w 58 meczach ligowych, przyciągając uwagę kilku europejskich klubów. Został powołany do reprezentacji Szwecji na Mistrzostwa Świata w 2006 roku, gdzie rozegrał dwa mecze. 7 lipca 2006 roku Elmander podpisał czteroletni kontrakt z francuskim klubem FC Toulouse. Kwota transferu nie została ujawniona, ale szacuje się, że wynosiła około 4,5 milionów funtów.

### Toulouse
Johan Elmander strzelił 11 goli w swoim pierwszym sezonie w Tuluzie i został nominowany do tytułu gracza roku we Francji (tytuł ostatecznie powędrował w ręce gracza Olympique Lyon, Florenta Maloudy). Ten sezon był dla klubu bardzo udany – zespół zakończył rozgrywki ligowe na trzeciej pozycji.

### Bolton Wanderers
27 czerwca 2008 roku Elmander przeniósł się do angielskiego klubu Bolton Wanderers za rekordową dla tego klubu kwotę 8.2 milionów funtów. Podpisał trzyletni kontrakt i otrzymał koszulkę z numerem 9.

## Kariera reprezentacyjna
W reprezentacji Szwecji zadebiutował 13 lutego 2002 roku w zremisowanym 2:2 pojedynku przeciwko Grecji. Razem z drużyną narodową dotarł do 1/8 finału Mistrzostw Świata 2006. Na turnieju tym pełnił rolę rezerwowego, jednak udało mu się wystąpić w dwóch spotkaniach. W kadrze Szwecji wystąpił 46 razy i strzelił 12 bramek.

## Życie prywatne
Johan Elmander ma dwóch braci: Petera i Patrika, którzy także profesjonalnie grają w piłkę nożną w Szwecji. Elmander ożenił się 27 grudnia 2007 roku z Amandą Calvin. 18 grudnia 2010 urodziła się Lily, córka Johana i Amandy.

## Sukcesy
- Puchar UEFA: 2002
- Mistrzostwo Szwecji: 2002, 2003
- Puchar Szwecji: 2002
- Mistrzostwo Danii: 2005
- Puchar Danii: 2005

1. ↑  Profil piłkarza na oficjalnej stronie Norwich City F.C.